# Верхне-Солёновское водохранилище
Верхне-Солёновское водохранилище — небольшое русловое водохранилище на реке Соленая (левый приток реки Оскол). Расположен в Боровском районе Харьковской области между селами Высшее Соленое и Нижнее Соленое. Водохранилище построено в 1974 году по проекту Харьковского филиала института Укргипроводхоз. Назначение — орошение, рыборазведение, рекреация. Вид регулирования — многолетнее.

## Основные параметры водохранилища
- Нормальный подпорный уровень — 96,5 м;
- Форсированный подпорный уровень — 98,0 м;
- Объём воды — 0,00187 км³;
- Полезный объём — 1540000 м³;
- Длина — 1,9 км;
- Средняя ширина — 0,25 км;
- Максимальные ширина — 0,35 км;
- Средняя глубина — 4,0 м;
- Максимальная глубина — 8,0 м;
- Площадь поверхности — 0,47 км².[источник не указан 1661 день]

## Основные гидрологические характеристики
- Площадь водосборного бассейна — 46,8 км².
- Годовой объём стока 50 % обеспеченности — 1990000 м³.
- Паводковый сток 50 % обеспеченности — 1670000 м³.
- Максимальный расход воды 1 % обеспеченности — 52,0 м³/с.

## Состав гидротехнических сооружений
- Глухая земляная плотина длиной — 485 м, высотой — 11,4 м, шириной — 10 м. Заделка верхового откоса — 1:8, низового откоса — 1:2,5.
- Шахтный водосброс из монолитного железобетона высотой — 9 м, размерами 2(2,5×4) м.
- Водосбросный тоннель длиной — 52 м, размерами 2(1,6×2) м.
- Рекомендуемый водовыпуск из двух стальных труб диаметром 450 мм, совмещенный с шахтным водосбросом, оборудован защелками. Расчетный расход — 0,67 м³/с.

## Использование водохранилища
Водохранилище было построено для орошения в колхозе «Ленинский Путь» Боровского района. В настоящее время используется для рыборазведения.